# River Derg
River Derg är ett vattendrag i Storbritannien.   Det ligger i distriktet Derry City and Strabane och riksdelen Nordirland, i den västra delen av landet, 600 km nordväst om huvudstaden London.